# カルロス・カストロ
カルロス・カストロ（Carlos Eduardo Castro Mora、1978年9月10日 - ）は、コスタリカの元サッカー選手。元コスタリカ代表。ポジションはディフェンダー。

## 来歴
2000年にコスタリカ代表デビュー。2002 FIFAワールドカップ・北中米カリブ海予選・最終予選では9試合に出場、1位で突破し3大会ぶりのワールドカップ出場権を獲得した。2002 CONCACAFゴールドカップでは全5試合に出場、準優勝した。2002 FIFAワールドカップでもグループステージ全3試合に出場した。2007年までに48試合に出場、1得点をあげた。

## 代表歴

### 出場大会
- コスタリカ代表
  - 2002 FIFAワールドカップ

### 試合数
- 国際Aマッチ 48試合 1得点（2000年-2007年）[1]

| コスタリカ代表 | 国際Aマッチ | 国際Aマッチ |
| 年             | 出場        | 得点        |
| -------------- | ----------- | ----------- |
| 2000           | 1           | 0           |
| 2001           | 14          | 0           |
| 2002           | 12          | 0           |
| 2003           | 13          | 0           |
| 2004           | 4           | 0           |
| 2005           | 2           | 0           |
| 2006           | 0           | 0           |
| 2007           | 2           | 1           |
| 通算           | 48          | 1           |